# برنارد جونز
برنارد جونز (بالإنجليزية: Bernard Jones)‏ (27 سبتمبر 1924 ستوك أون ترينت المملكة المتحدة - 1 يناير 2000) هو لاعب كرة قدم بريطاني سابق كان يلعب كلاعب وسط.